# Волчук Роман Пилипович
Роман Пилипович Волчук (нар. 22 лютого 1922, Ланьцут) — український письменник-мемуарист, громадський діяч. Фахівець у галузі шляхів сполучення.

## Біографія
Народився 22 лютого 1922 року у польському Ланьцуті в родині банківського службовця Пилипа Волчука та Софії Парфанович. Навчався у Львові, Відні. У 1946 році здобув диплом інженера у Граці (Австрія). У 1949 році емігрував до США, працював будівничим дорадником у Нью-Йорку, заснував власну компанію «Р. Волчук кенсалтин інженіес» (1959–1966; від 1966 року — «Волчук енд Мейбел кенсалтин інженіес»). За його проєктами побудовано чимало мостів у США.
Був головою Товариства українських інженерів Америки (1955–1956), редактором «Вістей українських інженерів» (1950–1960).
1972 року нагороджений за будівництво моста через річку Арканзас (штат Оклахома).
Іноземний член Академії будівництва України, дійсний член НТШ (з 1988).

## Творчий доробок
Автор наукових праць, спогадів:
- 2002 — «Спомини з передвоєнного Львова та воєнного Відня»;
- 2004 — «Спомини з повоєнної Австрії і Німеччини».